# CysLT1
Cysteinyl leukotriene receptor 1 (CysLT1) é uma proteína que em humanos é codificada pelo gene CYSLTR1.
Quando ocorre liberação de leucotrienos (LTC4, LTD4 e LTE4 - participantes das manifestações da asma brônquica), da cascata do ácido araquidônico, estes interagem com o receptor Cysteinyl leukotriene receptor 1, o que resulta em edema, inflamação de vias aéreas e broncoconstrição.

## Leitura de apoio
- Gronert K, Martinsson-Niskanen T, Ravasi S,;  et al. (2001). «Selectivity of recombinant human leukotriene D(4), leukotriene B(4), and lipoxin A(4) receptors with aspirin-triggered 15-epi-LXA(4) and regulation of vascular and inflammatory responses.». Am. J. Pathol. 158 (1): 3–9. PMC 1850279. PMID 11141472
- Sjöström M, Jakobsson PJ, Heimburger M,;  et al. (2001). «Human umbilical vein endothelial cells generate leukotriene C4 via microsomal glutathione S-transferase type 2 and express the CysLT(1) receptor.». Eur. J. Biochem. 268 (9): 2578–86. PMID 11322876. doi:10.1046/j.1432-1327.2001.02142.x
- Mellor EA, Maekawa A, Austen KF, Boyce JA (2001). «Cysteinyl leukotriene receptor 1 is also a pyrimidinergic receptor and is expressed by human mast cells.». Proc. Natl. Acad. Sci. U.S.A. 98 (14): 7964–9. PMC 35451. PMID 11438743. doi:10.1073/pnas.141221498
- Mita H, Hasegawa M, Saito H, Akiyama K (2002). «Levels of cysteinyl leukotriene receptor mRNA in human peripheral leucocytes: significantly higher expression of cysteinyl leukotriene receptor 2 mRNA in eosinophils.». Clin. Exp. Allergy. 31 (11): 1714–23. PMID 11696047. doi:10.1046/j.1365-2222.2001.01184.x
- Shirasaki H, Kanaizumi E, Watanabe K,;  et al. (2003). «Expression and localization of the cysteinyl leukotriene 1 receptor in human nasal mucosa.». Clin. Exp. Allergy. 32 (7): 1007–12. PMID 12100046. doi:10.1046/j.1365-2222.2002.01425.x
- Ohshima N, Nagase H, Koshino T,;  et al. (2002). «A functional study on CysLT(1) receptors in human eosinophils.». Int. Arch. Allergy Immunol. 129 (1): 67–75. PMID 12373000. doi:10.1159/000065175
- Strausberg RL, Feingold EA, Grouse LH,;  et al. (2003). «Generation and initial analysis of more than 15,000 full-length human and mouse cDNA sequences.». Proc. Natl. Acad. Sci. U.S.A. 99 (26): 16899–903. PMC 139241. PMID 12477932. doi:10.1073/pnas.242603899
- Ohd JF, Nielsen CK, Campbell J,;  et al. (2003). «Expression of the leukotriene D4 receptor CysLT1, COX-2, and other cell survival factors in colorectal adenocarcinomas.». Gastroenterology. 124 (1): 57–70. PMID 12512030. doi:10.1053/gast.2003.50011
- Chibana K, Ishii Y, Asakura T, Fukuda T (2003). «Up-regulation of cysteinyl leukotriene 1 receptor by IL-13 enables human lung fibroblasts to respond to leukotriene C4 and produce eotaxin.». J. Immunol. 170 (8): 4290–5. PMID 12682264
- Espinosa K, Bossé Y, Stankova J, Rola-Pleszczynski M (2003). «CysLT1 receptor upregulation by TGF-beta and IL-13 is associated with bronchial smooth muscle cell proliferation in response to LTD4.». J. Allergy Clin. Immunol. 111 (5): 1032–40. PMID 12743568. doi:10.1067/mai.2003.1451
- Walch L, Norel X, Gascard JP, Brink C (2003). «Arachidonic acid inhibits cysteinyl-leukotriene receptor activation in human pulmonary vessels.». Adv. Exp. Med. Biol. 525: 75–9. PMID 12751740
- Nielsen CK, Ohd JF, Wikström K,;  et al. (2003). «The leukotriene receptor CysLT1 and 5-lipoxygenase are upregulated in colon cancer.». Adv. Exp. Med. Biol. 525: 201–4. PMID 12751768
- Mechiche H, Naline E, Candenas L,;  et al. (2003). «Effects of cysteinyl leukotrienes in small human bronchus and antagonist activity of montelukast and its metabolites.». Clin. Exp. Allergy. 33 (7): 887–94. PMID 12859443. doi:10.1046/j.1365-2222.2003.01696.x
- Ota T, Suzuki Y, Nishikawa T,;  et al. (2004). «Complete sequencing and characterization of 21,243 full-length human cDNAs.». Nat. Genet. 36 (1): 40–5. PMID 14702039. doi:10.1038/ng1285
- Yang G, Haczku A, Chen H,;  et al. (2004). «Transgenic smooth muscle expression of the human CysLT1 receptor induces enhanced responsiveness of murine airways to leukotriene D4.». Am. J. Physiol. Lung Cell Mol. Physiol. 286 (5): L992–1001. PMID 15064240. doi:10.1152/ajplung.00367.2003
- Gerhard DS, Wagner L, Feingold EA,;  et al. (2004). «The status, quality, and expansion of the NIH full-length cDNA project: the Mammalian Gene Collection (MGC).». Genome Res. 14 (10B): 2121–7. PMC 528928. PMID 15489334. doi:10.1101/gr.2596504
- Naik S, Billington CK, Pascual RM,;  et al. (2005). «Regulation of cysteinyl leukotriene type 1 receptor internalization and signaling.». J. Biol. Chem. 280 (10): 8722–32. PMID 15590629. doi:10.1074/jbc.M413014200
- Corrigan C, Mallett K, Ying S,;  et al. (2005). «Expression of the cysteinyl leukotriene receptors cysLT(1) and cysLT(2) in aspirin-sensitive and aspirin-tolerant chronic rhinosinusitis.». J. Allergy Clin. Immunol. 115 (2): 316–22. PMID 15696087. doi:10.1016/j.jaci.2004.10.051